# Societat anònima laboral

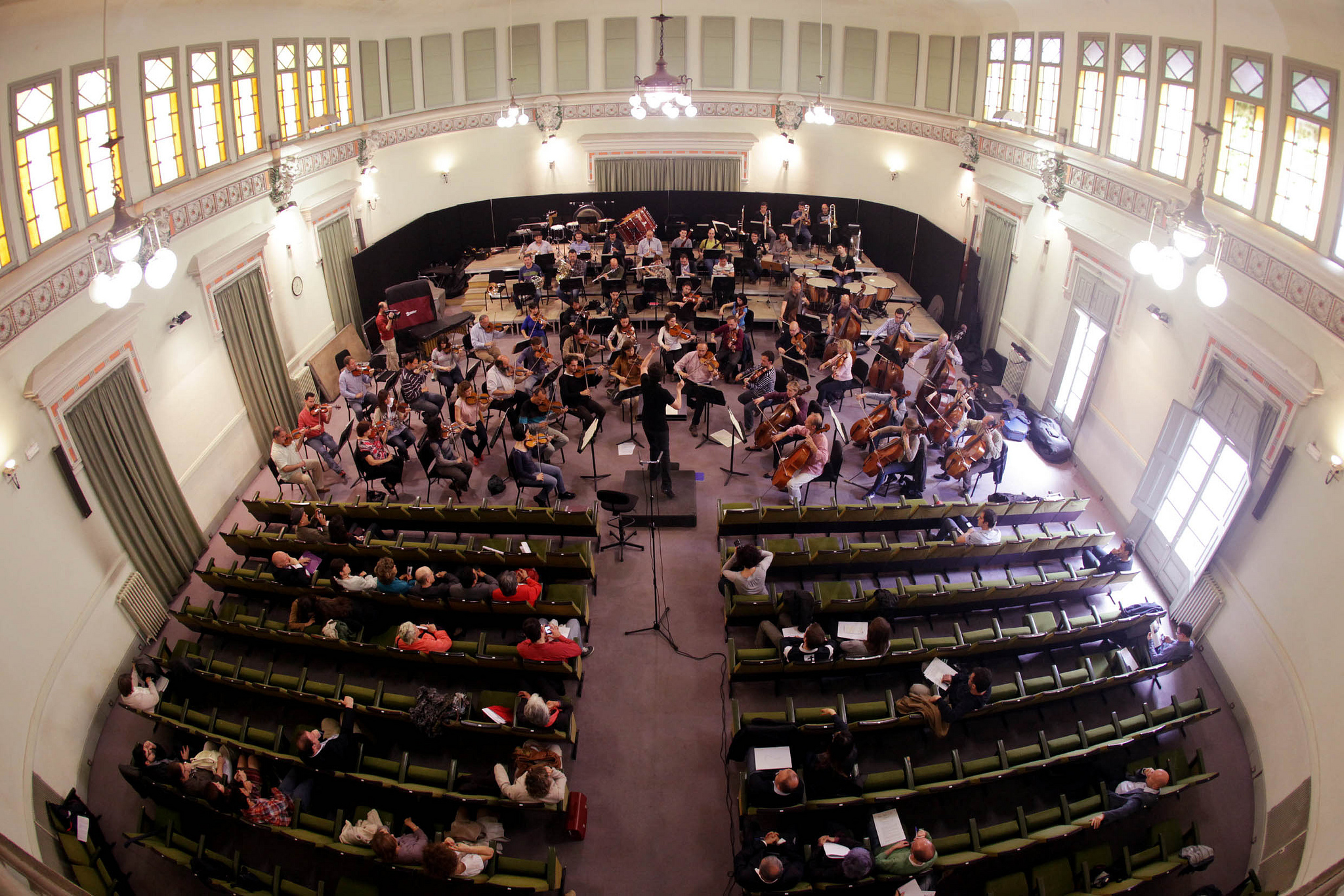
L'Orquestra Simfònica del Vallès és una societat anònima laboral on els músics i treballadors en són accionistes.

Una Societat Anònima Laboral (S.A.L) és una societat mercantil en la qual el capital està dividit en accions, com en una Societat Anònima, però amb la particularitat que la majoria de les accions han de pertànyer obligatòriament als seus socis treballadors. És per això que es considera un tipus d'empresa més propera a una cooperativa que a una societat capitalista.

## Característiques
La societat anònima laboral pot tenir:
- socis capitalistes no treballadors
- socis treballadors
- treballadors no socis

I es caracteritza pel fet que la majoria del capital social ha de pertànyer als socis treballadors, els quals, obligatòriament, han de tenir una relació laboral per temps indefinit (sigui a jornada completa o a temps parcial)
El nombre de treballadors no socis que puguin estar contractats en temps indefinit està limitat i la llei afavoreix el seu pas a socis treballadors. Així mateix, es limita el nombre d'hores a l'any que els treballadors no socis poden fer i que no pot superar el 15% (un 25% en empreses petites de menys de 25 treballadors) de les hores treballades pels socis treballadors. Així doncs, es protegeix que la major part del treball sigui aportat pels socis.

## Avantatges i condicions en la legislació catalana
Les societats anònimes laborals es poden inscriure al Registre General de Cooperatives, Societats Laborals i Autoempresa de la Generalitat de Catalunya i això els dona avantatges tributaris. També poden acollir-se a les mateixes subvencions que les cooperatives i acollir-se a la capitalització de l'atur per constituir-se.
Per constituir-se, han de ser un mínim de 3 socis. Cap soci no pot tenir-ne més d'un 33% del capital, amb l'excepció de les que tenen ens públics com a socis, on aquests poden arribar fins al 49% del capital.